# Джина Линн
Джина Линн (англ. Gina Lynn, наст. имя — Таня Меркадо (исп. Tanya Mercado); р. 15 февраля 1974, Пуэрто-Рико) — американская (пуэрто-риканского происхождения) фотомодель, порноактриса, порнорежиссёр, телеведущая и актриса. Владеет собственной порностудией.

## Биография
Джина родилась в семье итальянских эмигрантов в Пуэрто-Рико и ещё в детстве вместе с родителями переехала в Нью-Джерси. Окончила Высшую католическую школу. На последнем году обучения, в 19 лет, в клубах Нью-Джерси стала работать стриптизёршей. Затем стала работать фотомоделью для мужского журнала «Cheri». В 1999 году она, в возрасте 25 лет, снялась в своём первом порнофильме «Восемнадцать в Лас-Вегасе». В 2012 года Линн объявила о своём уходе из порноиндустрии.
По данным на 2021 год, Джина Линн снялась в 258 порнофильмах и срежиссировала 28 лент.

## Кинокарьера
Помимо участия в порнофильмах Джина принимала участие и в съёмках художественных фильмов, её можно видеть вместе с Дженой Джеймсон в фильме «Анализируй то», где она танцует стриптиз. Также она принимала участие в сериале «Третья смена», в 56 серии «All Happy Families» сериала «Сопрано» и снялась в смелом клипе Эминема «Superman». Кроме того, Джина известна и своим участием на телевидении.
Снималась в фильме известного про скейтера Бэм Марджера — «Minghags», где играла сводную сестру главного героя.

## Награды
- 2005 AVN Awards: «Лучший гонзо-релиз» за Gina Lynn’s Darkside[4]
- 2008 F.A.M.E. Awards: «любимая задница»[5]
- 2010 включена в Зал славы AVN[6]